# Black Mesa (Testgelände)
Koordinaten: 37° 22′ 0″ N, 109° 17′ 0″ W
Black Mesa (auch Blanding launch site) war ein Raketentestgelände der US-Armee bei Blanding, San Juan County, Utah.
Zwischen dem 24. September 1963 und dem 24. November 1970 wurden hier etwa 80 Raketen des Typs Pershing 1 zu Versuchszwecken von mobilen Startlafetten gestartet. Auch die Bundeswehr war an diesen Tests beteiligt. Ziel der Raketen war in vielen Fällen die 394 Meilen entfernte White Sands Missile Range (WSMR).